# Omar Nejjari
Ne doit pas être confondu avec Omar Nejjary.
Omar Nejjari, né le 14 mai 1983 à Nimègue (Pays-Bas), est un joueur international néerlandais de futsal.

## Biographie
Le 24 septembre 2007, il reçoit sa première sélection à l'occasion d'un match contre la Turquie (match nul 3-3).
En janvier 2009, Omar Nejjari s'engage dans le club belge du Baio Futsal Morlanwelz.
En juin 2017, il s'engage pour trois ans au WSV, en D2 néerlandaise.

## Palmarès
- Champion des Pays-Bas en 2008 avec le FC Blok[3]
- Champion des Pays-Bas en 2016 avec le FCK De Hommel